# 성서강해
《성서강해》는 대한민국의 방송국 기독교방송의 라디오 채널 CBS 표준FM에서 월~토 오전 5시 30분 ~ 오전 5시 55분까지 방송하는 라디오 프로그램이다. 목사의 설교를 들려준다.
이전에는 오전 5시 35분부터 오전 6시까지 방송되었으나 오전 5시 30분에 방송됐던 CBS노컷뉴스가 폐지되었고, 오전 6시 5분에 방송됐던 교계뉴스는 오전 4시 55분으로 시간대를 이동하였다.

## 순서 (수도권)
- 월요일 - 꿈의교회 김학중 목사
- 화요일 - 강남중앙교회 장찬영 목사
- 수요일 - 오병이어교회 권영구 목사
- 목요일 - 포미에마예수교회 신우인 목사
- 금요일 - 여의도 순복음교회 이영훈 목사
- 토요일 - 소망교회 김경진 목사

## 같이 보기
- CBS 표준FM

| CBS 표준FM               |                               |                          |
| 이전                     | 성서강해                      | 다음                     |
| 날마다 주님과 함께       | 성서강해                      | 크리스천 칼럼            |
| 오전 5시 ~ 오전 5시 30분 | 오전 5시 30분 ~ 오전 5시 55분 | 오전 5시 55분 ~ 오전 6시 |
|                          |                               |                          |

| 부산CBS 표준FM 수요일 외 프로그램 |                               |                          |
| 이전                              | 성서강해                      | 다음                     |
| 날마다 주님과 함께                | 성서강해                      | 크리스천 칼럼            |
| 오전 5시 ~ 오전 5시 30분          | 오전 5시 30분 ~ 오전 5시 55분 | 오전 5시 55분 ~ 오전 6시 |
|                                   |                               |                          |

| 경남CBS 표준FM 평일 프로그램 |                               |                          |
| 이전                         | 성서강해                      | 다음                     |
| 날마다 주님과 함께           | 성서강해                      | 경남CBS 교계소식         |
| 오전 5시 ~ 오전 5시 30분     | 오전 5시 30분 ~ 오전 5시 55분 | 오전 5시 55분 ~ 오전 6시 |
|                              |                               |                          |